# George Shee (2e baronnet)
Pour les articles homonymes, voir Shee et George Shee (1er baronnet).
George Shee, 2e baronnet (14 juin 1785, Calcutta - 25 janvier 1870, Londres) est un ministre britannique puis diplomate irlandais.

## Biographie
Il est le fils aîné de George Shee (1er baronnet) et Elizabeth Maria Crisp. Il fait ses études à Sandy Mount, près de Dublin, et au St John's College, à Cambridge, où il obtient son baccalauréat en 1806 et sa maîtrise en 1811. Il est admis à Gray's Inn en 1802. À Cambridge, il noue une amitié avec Henry John Temple (3e vicomte Palmerston), et le soutient aux élections. En 1810, il est nommé agent général de volontaires et de milices. Cette position que lui donne Palmerston dure jusqu'en 1817.
Le 3 février 1825, il succède à son père comme baronnet et réside à Dunmore House, Galway. Il est juge de paix et lieutenant adjoint pour Galway et haut shérif du comté de Galway en 1828.
De novembre 1830 à 1834, il est membre du gouvernement whig en qualité de sous-secrétaire d'État aux Affaires étrangères. Il est envoyé extraordinaire et ministre plénipotentiaire en Prusse à Berlin de 1834 à 1835, ministre plénipotentiaire au Wurtemberg à Stuttgart de 1835 à 1844 et dans le Grand-duché de Bade de 1841 à 1844.
Il écrit également des articles sur la politique étrangère pour le Globe. Il meurt sans héritier direct le 25 janvier 1870 à Londres.

## Famille
Le 4 janvier 1808, il épouse sa première femme, Jane, fille aînée de William Young, de Harley Street et de Hexton Place, Hertfordshire. Elle meurt en octobre 1832 dans un accident de bateau. Il se remarie en 1841 avec Sarah, troisième fille de Henry Barrett de Denton, sa maîtresse, contre les conventions sociales.
À la mort de Shee, ses biens, notamment ses intérêts dans les mines du comté de Durham, sont confiés à un neveu, George Edward Dering (en), fils de la sœur de Shee, Letitia.
La grand-mère maternelle de Shee, Elizabeth Crisp, née Marsh, est le personnage central du livre de Linda Colley, The Ordeal of Elizabeth Marsh.